# John Langdon Down
John Langdon Down (Torpoint, Cornwall, 18 november 1828 – Hampton Wick, Londen, 7 oktober 1896) was een Britse arts, die bekend is geworden doordat hij als eerste een kindje met trisomie 21 beschreef en door zijn werk met kinderen met een verstandelijke beperking.
Nadat hij een tijd als 'leerling-apotheker' bij zijn vader, die apotheker was, had gewerkt, sloot hij zich aan bij de 'Pharmaceutical Society' in Bloomsbury. In 1853 begon hij zijn studie aan het 'London Hospital Medical College'.
In 1858 rondde hij deze studie met succes af, waarna hij meteen werd aangesteld als medisch hoofd van het Earlswood Asylum for Idiots. In 1868 nam hij hier ontslag en richtte samen met zijn vrouw Normansfield op. Dit was een zeer modern tehuis voor kinderen met een verstandelijke beperking.
In 1866 publiceerde hij een artikel waarin hij verstandelijk gehandicapten indeelt in etnische categorieën. In het artikel genaamd: “Ethnic classifications of idiots” besteedt hij vooral veel aandacht aan wat hij noemt “The great Mongolian family”. In het artikel omschrijft hij een jongetje met trisomie 21. Vanaf 1965 wordt de term downsyndroom of syndroom van Down als officiële aanduiding voor trisomie 21 gebruikt.

## Jeugdjaren
John Landon Haydon Down werd in 1828 geboren in Cornwall, het zuidwestelijkste deel van het Verenigd Koninkrijk. Hij werd gedoopt in de Bethel Independent Chapel. In 1868 veranderde hij zijn naam in John Haydon Langdon Down.
John Down bezocht in zijn jeugd de plaatselijke scholen waaronder de Devonport Classical en Mathematical School. Daar bleek al dat hij erg goed kon leren. Op zijn 14e jaar werd hij echter van school gehaald om te gaan werken als leerling in de winkel van zijn vader.
Zijn vader, Joseph Almond Down, omschreef zichzelf in officiële documenten als kruidenier. Omdat hij als jonge man ervaring had opgedaan in de medicijnenhandel kon hij zich in 1815 bij het ingaan van een nieuwe wet ook officieel apotheker noemen. Joseph Down kwam uit een gegoede familie, maar was geen briljant handelaar. Zijn vrouw Hannah was wel erg getalenteerd en bleek voor hem van veel waarde in de afwisselende handel in Torpoint.
Richard was de oudste zoon van de familie. Hij was 18 jaar ouder dan John en samen met zijn moeder zorgde hij voor de bloei en uitbreiding van het familiebedrijf. In 1847 veranderde de naam van het bedrijf in Down Brothers. De broers waren Richard en Kelland en zij runden een bedrijf met een zeer uitgebreid assortiment aan koopwaren.
John Down leerde binnen dit familiebedrijf al snel lange dagen maken. De winkel ging om 7 uur ’s ochtends open en sloot pas weer om 9 uur ’s avonds. Van deze ervaring heeft hij nog lang profijt gehad. Onder zijn jaargenoten stond hij bekend om zijn energie en uithoudingsvermogen.
In de detailhandel lag echter niet het hart van John Down. Op zijn 18e jaar had hij een ervaring die volgens zijn eigen zeggen zijn toekomst veranderde. Tijdens een familiepicknick in Devon werd de familie door hevige regen gedwongen te schuilen. Zij werden tijdens hun thee bediend door een verstandelijk gehandicapt meisje. Down vertelde zelf over deze ervaring in 1879 bij de opening van Normansfield Theatre :
“I was brought into contact with a feeble minded girl, who waited on our party and for whom the question haunted me - could nothing for her be done? I had then not entered on a medical student's career but ever and anon... the remembrance of that hapless girl presented itself to me and I longed to do something for her kind”.

## Studie
John Down werkte in het familiebedrijf tot zijn 18e jaar. Toen vertrok hij naar Londen waar hij als leerling ging werken bij Dr. Matthew Coleman van Whitechapel Road 265. Hier leerde hij aderlaten, de toepassing van bloedzuigers, het doorprikken van blaren en het trekken van tanden en kiezen. Verder kwam hij echter niet. Omdat er in die tijd veel publieke discussie was over de bekwaamheid van apothekers leek het de familie beter om een farmaceutisch chemicus binnen het bedrijf te hebben. John werd daarom als leerling-apotheker naar de School van de Pharmaceutical Society in Bloomsbury Square gestuurd.
Daar begon John de studie farmacie en won daar ook zijn eerste academische onderscheiding voor organische chemie. In de maanden juni en juli van 1848 slaagde hij voor de twee examens van de Society. Maar omdat het nooit zijn bedoeling is geweest om zich als apotheker te vestigen liet hij zich niet als zodanig registreren.
Theophilus Redwood, professor chemie in de Pharmaceutical Society, benoemde John Langdon Down tot laboratoriumassistent. Zijn taken bestonden voornamelijk uit het begeleiden van studenten bij hun laboratoriumwerk. Voor John goed en wel begonnen was met deze baan werd hij echter ziek.
De omschrijving van zijn symptomen maken het waarschijnlijk dat hij destijds leed aan tuberculose. Tijdens de daaropvolgende drie jaren verbeterde zijn gezondheid langzaam. Toen hij weer beter was begon hij weer te werken in de familiewinkel. Nadat in 1853 zijn vader overleed had hij hier echt genoeg van. John had genoeg gespaard om een studie geneeskunde te betalen. Tegen de zin van de rest van de familie vertrok hij daarom naar London.
Zijn zuster Sarah woonde daar met haar echtgenoot Philip Crellin. Zij gaven John de hulp die hij nodig had. Hij kreeg bij hen kost en inwoning tijdens zijn studiejaren. Hierdoor was het voor hem mogelijk om zich in te schrijven bij het London Hospital, een van de ziekenhuizen met hogere inschrijfgelden.
Al snel bleek hij een briljant student. Hij verzamelde tijdens zijn studie een indrukwekkende hoeveelheid onderscheidingen waaronder een gouden medaille voor geneeskunde, chirurgie en verloskunde. Daarnaast werd hij in 1856 door het London Hospital onderscheiden als beste student van zijn jaar.
In 1856 deed hij examen voor de basic medical qualification van de Licentiate of the Society of Apothecaries. Daarnaast werd hij lid van de Royal College of Surgeons. Hij kon zich hierdoor officieel registreren en kreeg hierdoor onmiddellijk een aanstelling als Obstetric Resident in het London Hospital voor drie maanden. Deze aanstelling was inclusief gratis kost en inwoning; hierdoor kon hij na drie jaar eindelijk het huis van zijn zuster verlaten.
Johns aanstelling werd keer op keer verlengd. Op eigen verzoek kreeg hij de titel van medisch tutor. Hierdoor kon hij nog wat extra verdienen door bijles te geven. Gedurende deze twee jaar bleef hij ook nog studeren voor een universitaire graad in de geneeskunde. Deze haalde hij in 1858. Ook op de universiteit kreeg hij verschillende onderscheidingen.

## Earlswood Asylum for Idiots
Het Earlswood Asylum for Idiots was een psychiatrisch ziekenhuis en een tehuis voor met name verstandelijk beperkte kinderen. Het instituut was opgericht door dominee Andrew Read. Het tehuis werd ondersteund door verschillende rijke en adellijke inwoners van Londen. De eerste steen was zelfs gelegd door prins Albert in 1852. Rond de tijd van Downs afstuderen verkeerde het tehuis in serieuze problemen.
Door een aantal crises waren de idealen en de goede naam van het instituut onder druk komen te staan. De Commissioners in Lunacy die toezicht hielden over de verschillende instituten uitten in toenemende mate hun zorg over de toestanden die zij binnen Earlswood aantroffen. Het bestuur wilde een nieuw medisch hoofd aanstellen om de problemen aan te pakken. Een commissie bestaande uit Sir John Forbes de Koninklijke lijfarts, Dr. John Connolly en Dr. WJ Little (bekend van Littlese ziekte diplegia spastica infantilis) werd aangesteld om een geschikte kandidaat te vinden.
Langdon Down werd ondanks zijn beperkte ervaring op het gebied van verstandelijk gehandicapten door hen aangesteld. In eerste instantie had deze nog wel een aantal bedenkingen bij deze positie. Hoewel het krijgen van een goedbetaalde baan ook een bepaalde aantrekkingskracht moet hebben gehad. Ook deze keer waren het zijn zuster en zwager die hem steunden in zijn positie. Ze gaven hun huis in Londen op en verhuisden met hem mee naar Earlswood.
Ook daar bleef John studeren. In zijn eerste jaar in Earlswood deed hij examen voor het lidmaatschap van het Royal College of Physicians in Londen en haalde zijn MD-graad in London University. Daarnaast zat hij ook in Earlswood niet stil. Hij was alleen en had de taak van psychiater, psycholoog, directeur,maatschappelijk werker en administrateur.
Als eerste prioriteit stelde hij het voornemen om alle inwoners van het instituut te leren eten met vork en mes. Ook probeerde hij de kwaliteit van het personeel te verbeteren. Zo ging het hele management op de schop. Hij verbood alle soorten straffen. De kinderen werd geleerd om zich te gedragen door goed gedrag te belonen en door slecht gedrag zo veel mogelijk te negeren. Kinderen die ’s nachts niet zindelijk waren werden gewekt om te plassen. De voorzieningen binnen het instituut werden verbeterd. Ook werden er verschillende dagactiviteiten voor de bewoners van Earlswood georganiseerd. Daarnaast kwam er veel meer aandacht voor logopedie. Zo veel mogelijk bewoners werd ook een vak geleerd. Deze verbeteringen in Earlswood maakten het instituut wereldberoemd. In het medische tijdschrift The Lancet werd het nieuwe beleid geprezen.
Langdon Down was hiernaast nog druk bezig geweest met onderzoek waarover hij verschillende artikelen publiceerde in medische tijdschriften. Zijn salaris werd verhoogd van £400 naar £700. Relatief gezien was dit een behoorlijk salaris. De relatie van Down met het bestuur van Earlswood werd echter moeizaam. Onder andere omdat zij hem niet financieel wilden steunen om het handwerk van de bewoners te tonen op een tentoonstelling in Parijs. In 1868 nam hij om principiële redenen ontslag.

## Normansfield
Dit ontslag betekende een behoorlijke verandering voor Langdon Down en zijn gezin. Plotseling moesten zij gaan leven van hun spaargeld totdat de nieuwe dokterspraktijk in Welbeck Street geld op zou gaan leveren. Heel gedurfd was daarom ook hun aankoop van het White House aan de Kings Road in Hampton Wick met de bedoeling het met de tijd uit te breiden als tehuis voor verstandelijk gehandicapten.
Norman Wilkinson, de advocaat van de familie, hielp hen om een hypotheek te krijgen voor deze aankoop. Als dank voor deze hulp werd het huis omgedoopt naar Normansfield. In de daaropvolgende jaren werd op de grond rond het huis verder uitgebreid (circa 20.000 m²), daarna op later aangekochte stukken grond rond het huis. In totaal was Normansfield na 20 jaar uitgegroeid tot een park met gebouwen van circa 16 hectare groot.
Normansfield was bedoeld als tehuis voor verstandelijk gehandicapten uit de hogere klassen. Kinderen van bankiers, artsen, hoge legerofficieren en adellijken konden hier terecht. In 1868 werden 19 kinderen toegelaten. Tien jaar later was het aantal bewoners al gegroeid tot 106 en in 1896 tot 160. Normansfield werd naar de hoogste standaard van die tijd uitgerust. Verschillende buitenlandse bezoekers die het tehuis in de daaropvolgende jaren bezochten waren hier erg over te spreken.
Zo werden verschillende leraren aangenomen. Ook werden er werkgroepen georganiseerd waar de jongeren een vak konden leren. Weven was erg populair. Ook verschillende sporten zoals tennis, cricket en croquet werden gespeeld. Er was veel aandacht voor vermaak. Zo werd er een speciaal theater gebouwd dat ook werd gebruikt voor de zondagse diensten. Ook werd er bij het zoeken naar nieuw personeel gevraagd naar personen die konden zingen, acteren of een muziekinstrument konden spelen. Zelfs van de medisch assistent van John Down werd verwacht dat hij bijdroeg aan het vermaak van de kinderen. Hij kreeg hier overigens niet extra voor betaald.
Naast het werk op Normansfield bleef Langdon Down werken als Assistent Physician in het London Hospital. Deze onbetaalde aanstelling had hij al aangehouden tijdens zijn periode in Earlswood. Hij werd Physician en later Consulting Physician in het ziekenhuis voor meer dan 30 jaar. In die tijd was het heel normaal voor veel artsen om deze onbetaalde aanstellingen op te geven zodra hun eigen praktijk groter werd. Down bleef echter in deze onbetaalde aanstelling de armen helpen tot zijn dood. Daarnaast had hij ook een onbetaalde aanstelling aan het Kingston Provident Dispendary en het Teddington Cottage Hospital.

## Persoonlijk
Down ontmoette zijn vrouw voor het eerst in het huis van zijn zuster. Mary Crellin was namelijk de zuster van zijn zwager Philip Crellin. Zij had vanaf het begin van hun kennismaking veel interesse voor zijn werk. Mary en John trouwden in 1860 in Mare Street Congregational Chapel in Hackney. John was toen al twee jaar werkzaam als medisch hoofd op Earlswood. Hun eerste huis was in het hoofdgebouw van het instituut. Zij hadden daar een huiskamer, een slaapkamer en een keuken. Hun eerste zoon Everleigh werd geboren in 1861 en hun enige dochter Lilian in 1863. Op dat moment was een tweede slaapkamer wel noodzakelijk.
Lilian overleed tragisch op 2-jarige leeftijd. De omschrijving van haar symptomen geven de indruk dat ze geleden heeft aan een virale meningitis. Haar ouders waren kapot van haar dood. Op de steen op haar graf staat te lezen :
"In ever loving remembrance of a dear little Lilian who departed this life June 1st 1865 age 2 years. Happy soul to the sight of Jesus gone".
In 1866 werd hun zoon Regnald in Earlswood geboren. Hun jongste zoon Percival werd twee weken na hun verhuizing naar Normansfield geboren.
Mary deed veel vrijwilligerswerk binnen Earlswood. Ze gaf onbetaalde lessen en daarnaast organiseerde ze veel vermaak. Ze was artistiek begaafd en toen Langdon Down vertrok uit Earlswood bestond haar laatste bijdrage uit het schrijven van een voorwoord voor een concert. Down hield dit voorwoord zelf. Zij was ook de reden van het nemen van ontslag door Down bij Earlswood.
Mary had zich namelijk verantwoordelijk gesteld over een aantal gehandicapte kinderen die inwoonden bij het personeel en in andere lokale huizen. Het bestuur van Earlswood was het daar niet mee eens hoewel Mary niet op de loonlijst stond van hun instituut. Als reactie hierop schreef Langdon Down dat zij net zoveel recht had om haar geld te verdienen als lerares voor gehandicapten waar op dat moment behoefte aan was als dat ze had om als schrijfster te gaan werken. Daarop diende hij zijn ontslag in.
Na de dood van hun enige dochter kregen John en Mary nog een grote klap te verduren. Hun oudste zoon Everleigh overleed op 21-jarige leeftijd. Reginald, hun oudste nog levende kind, volgde in zijn vaders voetsporen en werd dokter. Ook hij heeft verschillende beschrijvingen gepubliceerd over trisomie 21. Ook de jongste zoon Percival ging geneeskunde studeren. Hij en zijn broer namen het medische management van Normansfield na de dood van hun vader over. Percivals dochter Mary en zoon Norman volgden hen weer op. Zo bleef het instituut bijna 100 jaar binnen de familie.
John Down is altijd een overtuigd christen geweest. Van huis uit was hij hier al mee opgevoed. Als hij studenten toesprak eindigde hij ook altijd met aanmoediging dat zij een christelijk leven moesten leven gevolgd door een vredige hoopvolle dood. Ook als hij zorgde voor vermaak, werd er over het eten altijd een zegen gevraagd. In 1893 besloten Mary en John hun persoonlijke geloof opnieuw te belijden. Zij deden dit door een muurschildering te laten maken in het theater van Normansfield met de tekst: “Zegen, eer, glorie en kracht aan hem die op de troon gezeten is”. De muurschildering bestond uit de Schepper met in zijn handen de aardbol.
In zijn opvattingen liep John Down vaak voor op zijn tijd. Zo steunde hij de toelating van vrouwen aan de medische universiteit. Daarnaast voorzag hij dat vrouwen ook zouden worden toegelaten binnen de advocatuur en de kerk. Hij hield vrouwen in hoog aanzien.
In 1890 werd Down ernstig ziek. Hoewel hij fysiek wel wat had ingeleverd krabbelde hij weer op en ging weer aan het werk. Voor velen onverwacht overleed hij op 67-jarige leeftijd in de vroege herfst van 1896. Toen zijn begrafenisstoet door Hampton Wick en Kingston ging sloten winkels hun deuren en werden gordijnen langs de weg gesloten. Ook stonden er veel mensen langs de weg als eerbetoon aan de overledene. Down werd gecremeerd en zijn as werd bewaard op Normansfield tot de dood van zijn vrouw. Waarna hun as samen werd uitgestrooid.

## Mongolisme
Door het contact dat Down had met John Conolly kwam hij ook in contact met de etnologie. Blumenbachs werk werd in 1865 vertaald uit het Latijn en het Duits naar het Engels door Bendyshe. Blumenbachs indeling van de verschillende mensenrassen was erg populair. Ook Down las zijn boek. Meteen hierna probeerde hij de bewoners van Earlswood in te delen volgens de verschillende rassen van Blumenbach.
De basis van deze etnische classificatie was de meting van de diameter van het hoofd en de identificatie van verschillende kenmerken van het gezicht die hij vond op foto’s die hij zelf maakte. De fotocollectie bestaat nog steeds. Daarnaast deed hij autopsie op patiënten die overleden en onderzocht hij hun hersenen.
Naar aanleiding van zijn bevindingen publiceerde Down in 1866 in het London Hospital Reports een artikel waarin hij mensen met een verstandelijke beperking indeelt in etnische categorieën. In het artikel genaamd: “Ethnic classifications of idiots” besteedt hij vooral veel aandacht aan wat hij noemt “The great Mongolian family”. In het artikel omschrijft hij heel duidelijk een jongetje met trisomie 21.
In Downs boek “Mental affections of childhood and youth “ geeft hij nogmaals een duidelijke omschrijving van de kenmerken van kinderen met trisomie 21. Als oorzaak voor de aandoening noemt hij de tuberculose van de ouders. Ook geeft hij een reden waarom hij mensen met een verstandelijke beperking indeelt volgens deze etnische indeling. Volgens Down geeft deze indeling hem de mogelijkheid om het verschil te zien tussen een handicap die veroorzaakt is door een verkeerde behandeling van het kind tijdens en na de geboorte en een aangeboren afwijking. Gezien vanuit zijn visie hebben alle kinderen die men niet kan indelen onder het Kaukasische ras een aangeboren afwijking. Maar kinderen die men hier wel in kan delen hebben zeer waarschijnlijk een verworven afwijking.
Downs etnische indeling kreeg geen wijdverspreide acceptatie. Zelf verliet Down deze indeling ook op den duur. Zijn beschrijving van trisomie 21 kreeg echter wel wijdverspreide erkenning. Binnen de westerse wereld stond trisomie 21 al snel bekend als mongolisme.

## Downsyndroom
In de westerse wereld bleef de term mongolisme een geaccepteerde term tot 1960. In 1961 schreef een prestigieuze groep genetische experts een brief aan het medische wetenschappelijk tijdschrift the Lancet. Zij zetten hierin uiteen dat de term mongolisme voor veel verwarring kon zorgen. Met name omdat er in die tijd een toenemend aantal Chinese en Japanse onderzoekers kwam. De briefschrijvers vonden dat de term mongolisme deze onderzoekers in verlegenheid bracht. Ook legden zij de nadruk op het feit dat trisomie 21 geen enkele relatie had met Aziatische genen maar dat de oorzaak van de aandoening, zoals in 1959 was ontdekt, was te wijten aan het bestaan van één extra chromosoom 21. De schrijvers van de brief drongen erop aan om de term mongolisme, die een raciale oorsprong van de aandoening impliceerde, te verlaten. De groep gaf geen eenduidig alternatief, maar sprak wel de hoop uit dat dit alternatief zo snel mogelijk ingevoerd zou worden.
Een van de ondertekenaars van de brief benaderde de kleinzoon van John Langdon Down, die op dat moment nog steeds hoofd was van Normansfield, met de vraag of de naam van de familie mocht worden gebruikt als aanduiding van trisomie 21.
Uiteindelijk besloot de redactie van the Lancet dat de term syndroom van Down gebruikt zou worden. Deze naam zou gebruikt moeten worden tot er naar aanleiding van toekomstig onderzoek een betere term zou komen.
Deze beslissing werd bevestigd door de Wereldgezondheidsorganisatie die in 1965 een verzoek kreeg van de afgevaardigde van de republiek Mongolië. De afgevaardigden hadden kritiek op de term ‘Mongolian Idiot’. Zij ervoeren deze term als een belediging. De Wereldgezondheidsorganisatie gebruikte vanaf dat moment de term downsyndroom als officiële aanduiding voor trisomie 21.
Naast het beschrijven van een syndroom dat tot op de dag van vandaag naar hem wordt vernoemd heeft John Langdon Down nog veel meer bijgedragen aan de moderne geneeskunde. Zo heeft hij onder andere waarschijnlijk als eerste een beschrijving gegeven van een syndroom dat later het syndroom van Prader-Willi werd genoemd.